# Ian Paice
Ian Anderson Paice (Nottingham, 29 de junio de 1948) es un músico y el baterista del grupo de hard rock británico Deep Purple. Es el único miembro de la banda que ha permanecido en todas sus formaciones. Considerado uno de los bateristas más influyentes de la historia, es uno de los pocos zurdos que toca con la batería adaptada (otros, como Ringo Starr, aprendieron a tocar con un equipo para diestros).

## Historia
Ian Anderson Paice nació en Nottingham el 29 de junio de 1948, aunque pocos años más tarde su familia se trasladó a Bicester, cerca de Oxford. Aunque comenzó tocando el violín, a la edad de 15 años decidió pasarse a la batería, y con el tiempo se unió a la orquesta de baile de su padre. “Conseguí comprarme una batería por 32 libras y comencé a acompañar a mi padre por ahí tocando valses y bailes formales. Era un poco soso, pero me sirvió para empezar” (comentario de Ian Paice sobre esos tiempos).
A principios de los años sesenta comenzó con su primera banda de rock, Georgie and the Rave-Ons, quienes cambiaron su nombre en 1965 a The Shindigs. Pero no fue hasta el año siguiente cuando despegó su carrera con la banda The Maze, con quienes llegó a girar por Italia y Alemania. Fue entonces cuando conoció a Ritchie Blackmore. En 1968, y tras la desilusión por el poco éxito de la banda, Ian Paice, junto al vocalista de la formación, Rod Evans, hicieron una audición para entrar en Deep Purple, consiguiendo ambos el puesto (aunque Rod Evans sería despedido al año siguiente). Desde entonces y hasta la actualidad su trabajo principal se ha desarrollado siempre en Deep Purple, aunque cabe destacar su colaboración con David Coverdale en los inicios de Whitesnake. Ian Paice también ha colaborado con artistas como Paul McCartney, Gary Moore, George Harrison, The Royal Philharmonic Orchestra, y Jim Capaldi.

## Influencias y estilo
Sus primeras influencias fueron Gene Krupa, Buddy Rich, Bobby Elliott (The Hollies), Ringo Starr, Carmine Appice (Vanilla Fudge), y Charles Connor (de la banda de Little Richard).
Ian recogió de la generación anterior de bateristas una forma de tocar contenida, precisa, un sonido limpio y conciso, pero le añadió la potencia, increíble velocidad y técnica para crear un estilo único y un sonido que recoge las ventajas de ambos estilos. Destaca su solo de batería "The Mule" que figura en el álbum de estudio Fireball y en el concierto en vivo Made in Japan, esta última versión más extendida, además del solo interpretado durante la versión "Paint it black", de los Rolling Stones, o su participación en el Concerto for Group and Orchestra durante el tercer movimiento. Además destaca una gran habilidad en canciones como «Fireball», «You Fool No One» y «Hey Cisco» en las que combina el sonido del bombo con redoblante de una manera precisa y limpia.[cita requerida], también en los temas Wring that Neck y Exposition/We Can Work It Out, destaca su habilidad de poder tocar otros instrumentos de percusión.
Fundamentalmente Paice demostraba gran velocidad al tocar, siendo esta su más fuerte arma a la hora de interpretar con Deep Purple. La gran sencillez de las baterías que tocaba (un par de platillos y un tom) durante los años setenta demuestra su habilidad al extraer una gran variedad de sonidos con carácter propio, conciertos como en el California Jamming de 1974 dejan en claro que, junto con John Bonham de Led Zeppelin, eran los dominantes en la escena de bateristas del hard rock setentero.

## Discografía
Deep Purple (discos de estudio)
- 1968: Shades of Deep Purple
- 1968: The Book of Taliesyn
- 1969: Deep Purple
- 1970: Deep Purple in Rock
- 1971: Fireball
- 1972: Machine Head
- 1973: Who Do We Think We Are
- 1974: Burn
- 1974: Stormbringer
- 1975: Come Taste the Band
- 1984: Perfect Strangers
- 1987: The House of Blue Light
- 1990: Slaves and Masters
- 1993: The Battle Rages On...
- 1996: Purpendicular
- 1998: Abandon
- 2003: Bananas
- 2005: Rapture of the Deep
- 2013: Now What?!
- 2017: Infinite
- 2020: Whoosh!
- 2024: =1

Deep Purple (discos en directo)
- 1969: Concerto for Group and Orchestra
- 1972: Made in Japan
- 1976: Made in Europe
- 1980: Deep Purple in Concert
- 1988: Nobody's Perfect
- 1994: Come Hell or High Water
- 1997: Live at The Olympia '96
- 1999: Total Abandon: Australia '99
- 2000: In Concert with The London Symphony Orchestra
- 2007: Live at Montreux 2006: They All Came Down to Montreux
- 2011: Live at Montreux 2011

The Shindigs
- 1965: One Little Letter/What You Gonna Do (SP, Reino Unido)
- 1965: A Little While Back/Why Say Goodbye (SP, Reino Unido)

MI5 y The Maze
- 1966: You'll Never Stop Me Loving You/Only Time Will Tell (SP, Reino Unido)
- 1966: Hello Stranger/Telephone (SP, Reino Unido)
- 1967: Aria Del Sud/Non Fatemio Odiare (SP, Italia)
- 1967: Harlem Shuffle/What Now/The Trap/I'm So Glad (EP, Francia)
- 1967: Catteri, Catteri/Easy Street (SP, Reino Unido)

Whitesnake
- 1980: Ready an' Willing
- 1980: Live... in the Heart of the City
- 1981: Come an' Get It
- 1982: Saints & Sinners
- 2004: The Early Years (compilación)

Gary Moore Band
- 1982: Corridors of Power
- 1982: Live at the Marquee (EP)
- 1983: Falling in Love with You (EP)
- 1983: Rockin' Every Night - Live in Japan (publicación europea: 1986)
- 1983: Victims of the Future
- 1984: We Want Moore!

Solo
- 2002: Not for the Pro's (DVD+CD)
- 2005: Chad Smith & Ian Paice - Live Performances, Interviews, Tech Talk and Soundcheck (DVD)
- 2006: Modern Drummer Festival 2005 (DVD)

Apariciones estelares
- 1967: Do Your Own Thing/Goodbye Baby Goodbye (Soul Brothers, SP)
- 1968: I Shall Be Released/Down In The Flood (Boz Burrell, SP)
- 1968: I Feel Fine/Let Me Love You (Tony Wilson, SP)
- 1971: Natural Magic (Green Bullfrog)
- 1971: In My Time (Mike Hurst)
- 1972: Gemini Suite (Jon Lord)
- 1972: Home is Where You Find It (Eddie Hardin)
- 1972: The Pete York Percussion Band (The Pete York Percussion Band)
- 1972: Squeeze (Velvet Underground)
- 1973: Bump & Grind (Jackson Heights)
- 1974: E.H. in the U.K. - The Eddie Harris London Sessions (Eddie Harris)
- 1974: First of the Big Bands (Tony Ashton & Jon Lord)
- 1975: Funkist (Bobby Harrison)
- 1977: You Can't Teach An Old Dog New Tricks (Eddie Hardin)
- 1978: Composition (Kirby)
- 1980: And About Time Too (Bernie Marsden)
- 1981: Look at Me Now (Bernie Marsden)
- 1980: Free Spirit (Ken Hensley, «Brown Eyed Boy»)
- 1982: Before I Forget (Jon Lord)
- 1983: Arrested - The Royal Philharmonic Orchestra & Friends Tribute to Police («Truth Hits Everybody», «Arrested», «Message in a Bottle», «Invisible Sun»)
- 1987: Super Drumming (Pete York & Friends)
- 1989: Best of Dark Horse 1976-89 (George Harrison)
- 1993: BBC Radio 1 Live in Concert '74 (Tony Ashton & Jon Lord)
- 1994: From Time To Time (Ken Hensley, «Inspiration»)
- 1999: Jump the Gun (Pretty Maids)
- 1999: Run Devil Run (Paul McCartney)
- 1999: Live at the Cavern (Paul McCartney, DVD)
- 2001: Living on the Outside (Jim Capaldi)
- 2001: Twister (Max Magagni)
- 2002: Dal Vero (Tolo Marton, «Stone Free», «Hey Joe»)
- 2003: E-Thnik (Mario Fasciano)
- 2006: Gillan's Inn (Ian Gillan, «Sugar Plum», «Trashed», «Smoke on the Water», «No Laughing in Heaven»)
- 2006: Time To Take A Stand (Moonstone Project)